# Amatitlania
Amatitlania es un pequeño género de cíclidos de América Central. Contiene 4 especies, muy próximas a los géneros Archocentrus y Cryptoheros. La especie más popular es el cíclido convicto (Amatitlania nigrofasciata), separado en 2007 del género Archocentrus por Juan Schmitter Soto, basado en un estudio del complejo Archocentrus.

## Especies
- Amatitlania nigrofasciata Günther, 1867, desde El Salvador hasta Guatemala, el lado pacífico de Honduras.
- Amatitlania siquia, desde el lado atlántico de Honduras hasta Costa Rica.
- Amatitlania coatepeque, procedente del lago Coatepeque en El Salvador.
- Amatitlania kanna, en la costa atlántica de Panamá.